# SAP Concur
SAP Concur (trước đây là Concur Technologies) là một công ty phần mềm dạng dịch vụ của Hoa Kỳ, cung cấp dịch vụ quản lý du lịch và chi tiêu cho doanh nghiệp. Nó có trụ sở chính ở Bellevue, Washington. SAP SE đã đồng ý mua lại Concur Technologies với giá 8,3 tỉ đô la vào tháng 9 năm 2014. Thương vụ này được hoàn tất vào tháng 12 cùng năm.

## Tình trạng hiện tại
SAP Concur được thành lập bởi Steve Singh, giữ chức Giám đốc điều hành và Chủ tịch Hội đồng quản trị.
Công ty có trụ sở tại Bellevue, Washington, cùng với các văn phòng khác ở Vienna (Virginia), Allen (Texas), Eden Prairie (Minnesota), St. Louis Park (Minnesota), Châu Âu, Châu Á, và Úc.
Vào năm 2016, Concur mua lại Hipmunk, một công ty khởi nghiệp cung cấp bộ máy tìm kiếm vé máy bay và khách sạn.

## Bị mua lại bởi SAP
SAP đã đạt được thỏa thuận mua lại Concur Technologies với giá $8,3 tỉ đô la. Thương vụ này được hoàn tất vào tháng 12 năm 2014.